# Discus ruderatus
Discus ruderatus  (лат.) — вид наземных моллюсков из семейства Discidae.
Высота раковины 2—3,5 мм, ширина 5,7 мм. Раковина низко коническая или прижато коническая. Характерный признак — поверхность раковины сильно и равномерно ребристая. Ширина рёбрышек меньше ширины межрёберных промежутков. Оборотов 4-4,5 плавно нарастающие, выпуклые. Устье косое, почти округлое, края тонкие. Раковина от красно-роговой до тёмно-роговой. Тело серое, тёмно-серое. Подошва светлая.
Населяет различные биотопы: влажные и сухие (лесные, открытые пространства, в горах до 2800 м над уровнем моря), антропогенные биотопы (сады, парки). Обитает в подстилке, в гниющей древесине, на мшистых участках коры стволов деревьев, под корой, на задернованных скальных карнизах, под камнями.
Распространён в Северной Евразии от Европы до Восточной Сибири и в западной Канаде.
Является промежуточным хозяином трематод надсемейства Brachylaimoidea.